# 違憲判決
違憲判決（いけんはんけつ）とは、憲法訴訟において、法令や行政措置が憲法に違反しているとする憲法訴訟に対する判決。日本国憲法では前文、第81条（違憲審査制）、第98条の規定による。

## 効力
日本では、最高裁判所によるものが特に重要性を持つものとして扱われる。下級裁判所も違憲審査権を行使することはできるが、下級裁判所の違憲判決については原則として必ず最高裁判所への上訴が認められる（民事訴訟法第312条・第327条・第336条、刑事訴訟法第405条第1号・第433条など）ため、確定判決としての違憲判決は原則として最高裁判所が下すこととなる。仮に特定の案件に関して最高裁判所への上訴がなされずに確定したとしても、その憲法的論点については、その後、他の案件にて最高裁判所が審理した際に異なった判断がなされる可能性があることから、終審裁判所としての最高裁判決に特に重みがある。
最高裁判所で違憲判決を出すには、15名で構成される大法廷において最低9人が出席し（最高裁判所裁判事務処理規則7条）、最低8人が違憲判決を支持することが必要である（同規則12条）。違憲判決は、その要旨が官報において公告され、かつその裁判書正本が内閣に送付される。法令違憲判決については、国会にも正本が送付される（同規則14条）。

最高裁判所が法令違憲の判断をした場合、当該法令が直ちに無効になるのかについては、二説の争いがある。
個別的効力説
その事件についてのみ法令を無効とする。
付随的審査制では、事件の解決に必要な限度で審理が行なわれるので、違憲判決の効力も、その事件に限られると解するのが、妥当とされ通説となっている。
一般的効力説
一般的に法令を無効とする。
一般的に無効とすると、消極的な立法作用を認めることになり、憲法41条に反すると考えられている。

## 日本の最高裁判所における違憲判決一覧
それぞれの詳細は、憲法の各条文または各事件を参照のこと。
なお、非嫡出子の法定相続分規定及び性同一性障害者特例法に関する最高裁の違憲判断は、厳密には判決ではなく決定によるものであるが、「違憲判決」として記載する。

### 法令違憲
法令違憲とは、法令の全部又は一部に対して違憲を宣告するもの。ただし、日本など付随的違憲審査制の場合、違憲判決は当該案件を解決するための限度において、該当法令を無効とするものであり、法令違憲の違憲判決が、すなわち当該法令や条例の廃止を意味するものではない。該当法令の修正には、国会において、法令を改正または廃止する必要がある。
しかし、その法令や条例を適用し、再び裁判所において審査がなされた場合、同様の違憲無効判決が下されることが、立法府や行政府に対する、当該条項改廃への強制力となり、当該法令は確定判決後に無効・無力化される。

#### 尊属殺人重罰規定
- 1973年（昭和48年）4月4日 刑集27巻3号265頁 - 日本国憲法第14条 × 刑法第200条
- 尊属殺人罪を普通殺人罪より厳罰にする規定自体は合憲だが、酌量減軽を行っても執行猶予を付すことができないなど、普通殺人罪と比較してあまりにも厳罰化し過ぎである規定については、家族に対する敬愛や報恩という、自然的情愛ないし普遍的倫理の維持尊重の観点「人倫の大本、人類普遍の原理」という立法目的をもってしても、なお合理的根拠に基づく差別的取扱いとして正当化することはできず、憲法14条1項に違反する。
- 14対1。6名の裁判官（田中二郎、下村三郎、色川幸太郎、大隅健一郎、小川信雄、坂本吉勝）の、尊属殺人罪を普通殺人罪より厳罰にする趣旨そのものも違憲であるとする意見、1名（下田武三）の、本件規定は合憲であるとする反対意見がある。
- 刑法はただちに改正されなかったが、法務省は確定判決を受けて尊属殺については、一般の殺人罪である刑法199条を適用する運用を行うよう通達を出し（既に尊属殺人罪で刑務所で服役中の者に対しては、個別恩赦により減刑した）、刑法200条は以降適用されず死文化した。その後、1995年（平成7年）5月12日、法文の現代仮名遣い化による刑法改正（平成7年法律第91号）で、刑法200条と尊属加重刑罰が削除された（同年6月1日施行）。

#### 薬事法距離制限規定
- 1975年（昭和50年）4月30日 民集29巻4号572頁 - 日本国憲法第22条 × 薬事法第6条第2項
- 薬事法の適正配置規制は、立法目的（不良医薬品の供給の防止）を他の手段で実現できるものであるから、憲法22条1項（職業選択の自由）に違反する。
- 憲法13条（個人の尊重）、憲法31条（適正手続の保障）、憲法39条（法の不遡及）に関する違憲の訴えについては、行政行為における法の遡及を部分的に認める。
- 裁判官全員一致の意見。
- 同年6月の薬事法改正で、距離制限は撤廃された。

#### 衆議院議員定数配分規定 その1
- 1976年（昭和51年）4月14日 民集30巻3号223頁 - 日本国憲法第14条、第44条 × 公職選挙法
- 一票の格差が1対5である公職選挙法の定数配分は、憲法14条1項（法の下の平等）、44条但書き（普通選挙等）に反する。
- 法令は違憲だが、選挙自体は有効とした（事情判決）。
- 裁判の対象になった選挙の後1975年に定数20増がされた。

#### 衆議院議員定数配分規定 その2
- 1985年（昭和60年）7月17日 民集39巻5号1100頁 - 日本国憲法第14条、第44条 × 公職選挙法
- 一票の格差が1対4.40である公職選挙法の定数配分は、憲法14条1項（法の下の平等）に反する。
- 1976年と同じ事情判決の法理を用いて選挙自体は有効とした。
- 1986年に8増7減の定数是正を行う。

#### 森林法共有林分割制限規定
- 1987年（昭和62年）4月22日 民集41巻3号408頁  - 日本国憲法第29条 × 森林法第186条
- 共有林について、その持分価額が2分の1以下の共有者が当該共有林の分割を請求することを制限する規定は、憲法29条2項（財産権の保障）に照らして無効である。
- 14対1。2名の裁判官（大内恒夫、高島益郎）の、森林法186条の全部が違憲なのではなく、持分価額がちょうど2分の1の共有者が分割を請求することができない旨に限って違憲（分割請求権の制限そのものは合憲）であるとする意見、1名（香川保一）の、本件規定は合憲であるとする反対意見がある。
- 1987年、同規定などを削除する法改正が行われた。

#### 郵便法免責規定
- 2002年（平成14年）9月11日 民集56巻7号1439頁 - 日本国憲法第17条 × 郵便法第68条、第73条
- 書留郵便物について、郵便業務従事者の故意又は重大な過失によって損害が生じた場合に国の損害賠償責任を免除し、又は制限している部分は、憲法17条（国及び地方公共団体の国家賠償責任）に違反する。
- 法令の規定のうち、可分な一部のみについての法令違憲判決が下された初めての事例。
- 法令違憲は裁判官全員一致の意見。2名の裁判官（福田博、深澤武久）の、最高裁判所の憲法判断は立法府の裁量権の範囲とは関係なく客観的に行われるべきものであり、本件判決の多数意見のように消極的に行われるべきではないとする意見、1名（上田豊三）の、特別送達について軽過失による損害賠償責任を免除している規定については合憲であるとする意見、1名（横尾和子）の、特別送達以外の書留郵便についての重過失又は故意による損害賠償請求を制限している規定については合憲であるとする意見がある。
- 判決後、2002年に郵便法の改正が行われた。

#### 在外邦人の選挙権制限規定
- 2005年（平成17年）9月14日 民集59巻7号2087頁 - 日本国憲法第15条、第44条 × 公職選挙法
- 在外日本人に国政選挙における在外選挙制度による選挙権行使を認めていなかった公職選挙法は、憲法15条（成年者普通選挙保障）、44条（普通選挙等）に違反する。
- 立法の不作為を理由とする最高裁違憲判決は初めて。
- 13対2。1名の裁判官（泉徳治）の、本件不作為は違憲であるものの、精神的苦痛を理由とする国家賠償請求は適当でないとして賠償請求は棄却すべきとする反対意見、2名（横尾和子、上田豊三）の、本件不作為は立法の裁量権を大きく逸脱したとまでは言えず合憲とする反対意見がある。
- 判決後、2006年（平成18年）に公職選挙法の改正が行われ、2007年（平成19年）6月1日施行された。

#### 非嫡出子の国籍取得制限規定
- 2008年（平成20年）6月4日 民集62巻6号1367頁、集民228号101頁 - 日本国憲法第14条、第44条 × 国籍法
- 母親が日本国民の場合や父親から胎児認知を受けていた場合は、出生時から日本国籍を取得できる一方で、日本人が父で外国人が母の非嫡出子は、父母が婚姻しなければ出生時から日本国籍を取得できない規定は、憲法14条1項（法の下の平等）に反する。
- 12対3。1名の裁判官（藤田宙靖）の、本件は、国籍法第3条第1項が非嫡出子の国籍取得を制限しているために違憲なのではなく、非嫡出子の国籍取得が帰化以外では不可能とする立法不作為があるために違憲として扱うべきとする意見、2名（甲斐中辰夫、堀籠幸男）の、同規定は違憲であるが、これに応じて国籍取得を認める判決をすることは司法による立法となってしまうので適当でないとする反対意見、3名（横尾和子、津野修、古田佑紀）の、同規定は合憲であるとする反対意見がある。
- 最高裁の判決を受け、法務省は国籍法の改正の検討を開始し、当分の間、非嫡出子からの国籍取得届の扱いについては、留保することを明らかにした[2]。その後、政府は、父母の婚姻を国籍取得要件から外し、日本人の親に認知されることだけを要件とすると共に、偽装認知に1年以下の懲役又は20万円以下の罰金を科すことを骨子とする、国籍法改正案を第170回国会に提出し[3]、2008年（平成20年）12月5日、改正法が成立した。

#### 非嫡出子の法定相続分規定
- 2013年（平成25年）9月4日 民集67巻6号1320頁 - 日本国憲法第14条 × 民法第900条第4号
- 嫡出でない子の法定相続分を嫡出子の2分の1とする規定は、憲法14条1項（法の下の平等）に、遅くとも2001年（平成13年）7月の時点では反するに至っていた。
- ただし、2001年7月当時から本件決定がなされる時点までに、同規定が合憲であることを前提として、裁判や遺産分割協議等の合意等により確定した法律関係には、影響を及ばない旨の判断も併せて示した。
- 裁判官全員一致の意見。
- 2013年（平成25年）12月4日、「民法の一部を改正する法律」が成立し、民法900条4号ただし書前段が削除されたことにより、嫡出でない子の相続分が、嫡出子の相続分と同等になった（同年12月11日公布・施行）[4]。

#### 女性の再婚禁止期間規定
- 2015年（平成27年）12月16日 民集69巻8号2427頁 - 日本国憲法第14条、第24条 × 民法第733条第1項
- 民法における女性の再婚禁止期間（前婚の解消又は取消しの日後6ヶ月間）が、100日を超えるのは過剰な制約であり、遅くとも2008年（平成20年）の時点においては、憲法14条1項（法の下の平等）、24条2項（両性の本質的平等）に違反していた。
- 違憲は裁判官全員一致の意見。1名の裁判官（鬼丸かおる）の、100日の再婚禁止規定も含めて民法733条の全部が憲法に違反するという意見、1名（山浦善樹）の、同じく100日の再婚禁止規定も全て憲法に違反し、その上で国会の立法不作為を認めて損害賠償を認めるべきであるとする反対意見がある。
- 確定判決を受けて法務大臣岩城光英は、前婚の解消又は取消しの日後100日を経過した婚姻届を2015年（平成27年）12月16日から受け付ける通達を発布した。2016年（平成28年）6月1日には、女性の再婚禁止期間を、前婚の解消又は取消しの日後100日間に短縮することを定める改正民法が成立した。前婚の解消又は取消しの時に妊娠していないことを医師が証明した場合や前婚の解消又は取消しの後に出産した場合などには、100日を経過していなくても、再婚を認める条文も新設し、改正法の附則にて「女性の再婚禁止制度自体」も、今回の改正法の施行から3年を目途に、民法改正を再び検討することも盛り込まれた[5]。 2016年（平成28年）6月7日には、改正民法が公布・施行された[6]。
- 2024年（令和6年）4月1日施行の改正民法にて、再婚禁止期間が撤廃された[7]。

#### 在外邦人の国民審査権制限規定
- 2022年（令和4年）5月25日 民集第76巻4号711頁 - 日本国憲法第15条、第79条 × 最高裁判所裁判官国民審査法
- 在外日本人に最高裁判所裁判官の国民審査権を認めていない国民審査法は、憲法15条1項（公務員選定罷免権）、79条2項、3項（国民審査）に違反する。
- 立法の不作為の違法性を認定。
- 裁判官全員一致の意見。
- 最高裁の判決を受け、2022年11月11日に国会で海外在住の邦人が、最高裁裁判官の国民審査に投票できるようにする、最高裁判所裁判官国民審査法改正案が成立した[8]。

#### 性別変更要件の生殖機能喪失規定
- 2023年（令和5年）10月25日 民集第77巻7号1792頁 - 日本国憲法第13条 × 性同一性障害者の性別の取扱いの特例に関する法律第3条第1項第4号
- 性同一性障害者が戸籍上の性別の変更をする際、生殖機能を永続的に欠く状態でなければならないことを要件（生殖不能要件（4号要件））とする性同一性障害者特例法の規定は、憲法13条（個人の尊重・幸福追求権）に違反する。
- 裁判官全員一致の意見。なお申立人は、変更先の性別の性器に近似する外観を備えていなければならないという要件（外観要件（5号要件））も憲法違反であると予備的に主張していた。最高裁判所は、申立人の5号要件該当性と、仮に申立人がこれに該当しなかった場合の同号の憲法適合性について審理を尽くさせるため、本件を原審である広島高等裁判所に差し戻したが、これについて3名の裁判官（三浦守、草野耕一、宇賀克也）の、生殖不能要件（4号要件）が違憲であるのはもちろんのこと、外観要件（5号要件）も違憲であるとし、申立人の主張を認容して性別変更を認めるべきとした反対意見がある。
- 2024年7月10日、広島高等裁判所は本件の差戻審において、外観要件（5号要件）についても「違憲の疑いがある」とした上で、「他者の目に触れたときに特段の疑問を感じないような状態」であれば手術がなくとも性別変更が認められうるとし、申立人がホルモン治療によってすでに女性的な体になっていることなどから、申立人の性別変更を認める決定をした[9]。
- 決定を受けて、厚生労働省、法務省は、性同一性障害の診断書に生殖能力の有無を記載する必要はないとする通達を出したほか[10]、生殖機能を残したまま家庭裁判所が性別変更を認める事例も生まれている[11][12]。
- 2024年6月11日、立憲民主党は生殖不能要件、外観要件と未成年の子無し要件（3号要件）の削除を目的とする性同一性障害者特例法の改正案を衆議院に提出した[13]。また、自民党の性的マイノリティに関する特命委員会は、生殖不能要件と外観要件の削除に加え、性別不合の状態が一定期間続き、性自認に基づいて社会生活を送っていることを新要件として加えることを提言している[14]。

#### 旧優生保護法の強制不妊手術規定
- 2024年（令和6年）7月3日 民集第78巻3号382頁 - 日本国憲法第13条、第14条 × 優生保護法第3条第1項第1-3号、第10条、第13条第2項
- 一定の障害を有する者に対し、強制的に不妊手術を受けさせることを可能としていた旧優生保護法[注釈 2]の優生条項は、憲法13条（個人の尊重・幸福追求権）、憲法14条（法の下の平等）に違反する。
- 立法行為の違法性を初めて認定。
- 違憲は裁判官全員一致の意見。国家賠償請求に関する平成29年法律第44号による改正前の民法第724条後段の規定の適用について、1名の裁判官（宇賀克也）の、同規定は除斥期間ではなく消滅時効を定めたものであるとする意見がある。
- 判決を受けて、超党派の議員連盟である「優生保護法下における強制不妊手術について考える議員連盟」が、不妊手術の被害者に対して1500万円を、その配偶者に200万円を支払うことなどを定めた旧優生保護法に基づく優生手術等を受けた者等に対する補償金等の支給等に関する法律案を取りまとめ、同法は2024年10月8日に成立、翌年1月17日に施行された[15]。また、国は、現在審理が続くすべての裁判で「除斥期間」の適用の主張を撤回して和解による速やかな解決を目指す方針を表明し[16]、2024年9月13日に原告団との間に和解基本合意書を締結した[17]。2024年11月15日に全ての関連裁判で和解が成立し、本訴訟は終結した[18]。

### 適用違憲
法令自体は合憲であるが、その法令を当該事件の当事者に適用する限りにおいて違憲とするもの。

#### 不当長期拘禁による自白
- 1948年（昭和23年）7月19日 刑集2巻8号944頁 - 日本国憲法第38条
- 単純な窃盜で、数は1回、被害者・被疑者各1人、被害金品は全部被害者に返還させられ、現に押収されていて、ほとんど現行犯事件といってよく事件の筋は極めて簡単であった。被告人の勾留を解いても罪証隠滅のおそれは考えられなかった。被告人は一定の住居と生業を有し、その住居には母妻子6人の家族・相当の資産もあり、46歳であって従って被告人は逃亡する危険もまずないと考えられた。被告人は昭和22年（1947年）1月17日から勾留され、同年5月5日第二審公判で初めて自白し、同日保釈をうけ約100日間にわたり拘禁された。第二審が上記自白を証拠にとり、原審がこれを是認したのは「不当に長い拘禁の後の自白を証拠にとること」であり、憲法第38条2項（拷問等による自白の無効）に違反した違法性があるとされた。

#### 自白調書による有罪認定
- 1950年（昭和25年）7月12日 刑集4巻7号1298頁 - 日本国憲法第38条
- 控訴審は有罪認定するに当たり被告人の第一審の公判廷における自白と司法警察員に対する自白とを証拠としたが、控訴審にとって第一審の公判廷における自白は憲法38条3項（自白のみによる有罪認定の禁止）でいう「本人の自白」に含まれるから、有罪を認定するには他の補強証拠を必要とする。これと司法警察職員に対する被告人の供述調書とにより、互いに補強証拠を必要とする証拠をいくら集めても有罪と認定することはできない。
- 1948年（昭和23年）に7月29日大法廷判決の公判廷における自白は憲法38条3項の「本人の自白」に含まれないという判例の範囲を実質的に狭めて、「判決裁判所における公判廷における自白」に限り、補強証拠を要しないとした。
- 刑事訴訟法319条2項は、公判廷における被告人の自白でも補強証拠を要すると規定している。

#### 講和条約発効後における占領法規適用 その1
- 1953年（昭和28年）7月22日 刑集7巻7号1562頁 - 日本国憲法第21条、第39条
  - 意見1（真野毅、小谷勝重、島保、藤田八郎、谷村唯一郎、入江俊郎）
    - ポツダム政令である「占領目的阻害行為処罰令」（昭和25年（1950年）政令第325号）はわが国の統治権が連合国の管理下にあったときは、日本国憲法の枠外で効力を有していたが、昭和27年（1952年）4月28日にサンフランシスコ平和条約発効により占領が終了したことから、これら占領目的阻害行為を処罰する指令の効力を存続させる意義が失われたから当然失効した。かように、本件政令は失効したのだから、同年5月7日にポツダム宣言の受諾に伴い発する命令に関する件に基く法務府関係諸命令の措置に関する法律（昭和27年（1952年）法律第137号）を制定してひとたび効力を失った罰則の効力を復活させることは事後立法にあたり、憲法39条（一事不再理・事後立法の禁止）の趣旨に違反し無効であるから、原判決後刑が廃止されたとして、被告人を免訴すべきである。

  - 意見2（井上登、栗山茂、河村又介、小林俊三）
    - いわゆる「アカハタ及びその後継紙、同類紙の発行停止に関する指令」は、アカハタ及びその後継紙、同類紙を理由のいかんに関らず発行を禁止するものであるから憲法21条（表現の自由）に違反し、占領目的阻害行為処罰令もまたこの指令を適用する限りで違憲である。占領が終了し日本国憲法が完全にその効力を発揮する限り、我が国の立法によってこれを維持することはできない（昭和27年（1952年）法律第81号によっても）から、原判決後刑が廃止されたものとして被告人を免訴すべきである。

#### 講和条約発効後における占領法規適用 その2
- 1953年（昭和28年）12月16日 刑集第7巻12号2457頁 - 日本国憲法第21条、第39条
  - 意見1（真野毅、小谷勝重、島保、藤田八郎、谷村唯一郎）
    - 1953年7月22日大法廷判決意見1と同旨

  - 意見2（井上登、岩松三郎、河村又介、小林俊三）
    - 昭和25年（1950年）政令第235号を補足する、昭和20年（1945年）9月10日付け連合国最高司令官の「言論及び出版の自由」と題する覚書第3項の「公式に発表せられざる連合国軍隊の動静」を「論議することを」を禁止し処罰する行為は、憲法21条（表現の自由）に違反するから上記指令を適用する限り、上記政令は昭和27年（1953年）法律第81号及び同年法律第131号にかかわらず、平和条約発効に伴いその効力を失ったので、原判決後刑の廃止があったものとして被告人を免訴すべきである。

#### 講和条約発効後における占領法規適用 その3
- 1955年（昭和30年）4月27日 刑集9巻5号947頁 - 日本国憲法第21条、第39条
  - 意見1（真野毅、小谷勝重、島保、藤田八郎、谷村唯一郎）
    - 1953年7月22日大法廷判決意見1と同旨

  - 意見2（井上登、栗山茂、岩松三郎、河村又介、小林俊三）
    - 昭和25年（1950年）政令第235号を補足する、昭和20年（1945年）9月10日付け連合国最高司令官の「言論及び出版の自由」と題する覚書第3項の「連合国に対する虚偽又は破壊的批評及び風説」を「議論すること」を禁止し処罰する部分及び同年9月19日付同司令官の「新聞規則」と題する覚書第3項の「連合国に対する虚偽又は破壊的行為批判」を「行う」ことを禁止し処罰する行為は、憲法21条（表現の自由）に違反するから上記指令を適用する限り、上記政令は昭和27年（1953年）法律第81号及び同年法律第131号にかかわらず、平和条約発効に伴いその効力を失ったので、原判決後刑の廃止があったものとして被告人を免訴すべきである。

#### 訴訟事件の強制調停
- 1960年（昭和35年）7月6日 民集14巻9号1657頁  - 日本国憲法第32条、第82条
- 性質上純然たる訴訟事件につき、当事者の意思にかかわらず、終局的に事実を確定し当事者の主張する権利義務の存否を確定するような裁判は、憲法所定の例外を除き、公開の対審及び判決によってなされなければ、憲法82条（公開裁判の原則）、32条（裁判を受ける権利）に違反する。
- 本件において、金融債務臨時調停法7条は、既存の債務関係につき、利息、期限等を形式的に変更することに関するもの、すなわち純然たる非訟事件につき、強制調停を認めたに過ぎないのであって、家屋明渡及び占有回収という純然たる訴訟事件について調停に代わる裁判をしており、同法に違反するのみならず、憲法82条、32条に違反する。
- 1956年（昭和31年）10月31日大法廷決定を変更したものである。

#### 第三者所有物の没収
- 1962年（昭和37年）11月28日 刑集16巻11号1577頁(昭和30(あ)995)、刑集16巻11号1593頁 - 日本国憲法第31条、第29条
- 第三者に弁解、防御の機会を与えずに第三者から没収をすることは、憲法31条（適正手続の保障）、29条（財産権）に反する。
- 没収の言渡しを受けた被告人は、たとえその対象物が第三者の所有物であったとしても、違憲を理由に上告をすることができる。
- 法令違憲とみる見解もある。没収にあたり第三者に対する告知と聴聞がない（そのための規定がない）ことが違憲であるとされたためで、判決後も関税法118条1項自体は改正されず、手続きの規定が下記のように制定されている。
- 判決後、1963年に刑事事件における第三者所有物の没収手続に関する応急措置法が制定された。

#### 第三者追徴
- 1965年（昭和40年）4月28日 刑集19巻3号203頁 - 日本国憲法第31条、第29条
- 第三者に弁解、防御の機会を与えずに第三者から追徴することは、憲法31条（適正手続の保障）、29条（財産権）に反する。

#### 余罪の量刑考慮
- 1967年（昭和42年）7月5日 刑集21巻6号748頁 - 日本国憲法第31条、第38条
- 起訴されていない犯罪事実で、被告人の捜査官に対する自白のほかに証拠のないものを、いわゆる余罪として認定し、これをも実質上処罰する趣旨のもとに重い刑を科することは、憲法31条（適正手続の保障）、38条3項（自白のみによる有罪認定の禁止）に違反する。
- 右のような憲法違反を犯している第一審判決を違法ではないとして認容した違憲が原判決にあつても、原判決が、結論において、第一審判決の量刑を不当としてこれを破棄し、自判する際に、余罪を犯罪事実として認定しこれを処罰する趣旨を含めて量刑したものとは認められないときは、右違憲は判決に影響を及ぼさない。

#### 偽計による有罪自白認定
- 1970年（昭和45年）11月25日 刑集24巻12号1670頁 - 日本国憲法第38条
- 偽計によつて被疑者が心理的強制を受け、その結果虚偽の自白が誘発されるおそれのある場合には、偽計によつて獲得された自白はその任意性に疑いがあるものとして証拠能力を否定すべきであり、このような自白を証拠に採用することは、刑訴法319条1項、憲法38条2項（拷問等による自白の無効）に違反する。

#### 高田事件
- 1972年（昭和47年）12月20日 刑集26巻10号631頁 - 日本国憲法第37条
- 15年余りの公判の中断がなされ、被告人自らが迅速な裁判を受ける権利を放棄したといえない事情の下で、憲法37条1項（迅速な裁判を受ける権利）に違反する状態に立ち至っていたとして免訴の判決を出した。

#### 愛媛県靖国神社玉串料訴訟
- 1997年（平成9年）4月2日 民集51巻4号1673頁 -日本国憲法第89条、第20条
- 当時の愛媛県知事などが、靖国神社や愛媛県護国神社に対し、公費から総額16万6000円を玉串料などとして支出したことは、憲法89条（私的な公共団体等に対する支出禁止）、憲法20条3項（政教分離原則）に違反する。
- 憲法20条の目的・効果基準を適用し、当時の知事について損害賠償責任を認めた。
- 訴訟提起後に公費による奉納を中止した。

#### 砂川空知太神社訴訟
- 2010年（平成22年）1月20日 民集第64巻1号128頁 - 日本国憲法第89条、第20条
- 市有地に存在する神社を無償で貸与していることについて、憲法89条（私的な公共団体等に対する支出禁止）、20条3項（政教分離原則）に反するとした。

#### 孔子廟訴訟
- 2021年（令和3年）2月24日 民集第75巻2号29頁 - 日本国憲法第20条
- 那覇市が管理する公園内に存在する孔子廟の賃貸料（年間約576万円）を免除したことは、憲法20条3項（政教分離原則）に違反する。